# Deportivo Autlán
Deportivo Autlán ist ein ehemaliger Fußballverein aus der im mexikanischen Bundesstaat Jalisco gelegenen Kleinstadt Autlán de Navarro.

## Geschichte
Der um die Jahrtausendwende gegründete Verein erhielt für seine erste Mannschaft einen Startplatz in der Segunda División, während seine zweite Mannschaft einen Startplatz in der Tercera División erhielt.
Bereits im Sommer 2002 (Rückrundenturnier der Saison 2001/02) erreichte Autlán die Finalspiele der Segunda División, die gegen die Astros de Ciudad Juárez ebenso verloren wurden wie die Finalspiele der Apertura 2004 gegen die Académicos de Guadalajara. Mehr Erfolg war seiner zweiten Mannschaft beschieden, die die Finalspiele derselben Spielzeit (Apertura 2004) in der Tercera División erreichte und zu einem erfolgreichen Abschluss brachte.
Weil die B-Elf den sportlich erreichten Aufstieg nicht wahrnehmen durfte, erzielte der Verein eine zusätzliche Einnahme durch den Verkauf der Drittligalizenz für die Saison 2005/06 an die Diablos de Hermosillo FC.
Nach der Saison 2007/08 veräußerte Deportivo Autlán seine Lizenz an den wiederbelebten Club Deportivo Oro und zog sich aus dem Profifußball zurück.

## Erfolge
- Meister der Tercera División: Apertura 2004
- Vizemeister der Segunda División: Verano 2002, Apertura 2004